# Opistodomo

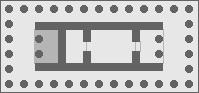
Pianta di un tempio con l'opistodomo evidenziato

Nel tempio greco l'opistodomo è lo spazio posto dietro la cella (dal greco ὀπισθόδομος, composto da ὄπισθεν "di dietro" + δόμος "stanza").
Esso poteva contenere le suppellettili utili al rito e ai sacrifici. Dato che l'opistodomo ospitava anche le ricche offerte consacrate agli dei, era chiuso con cancellate metalliche. Vi potevano accedere solo i sacerdoti. Ma solitamente e principalmente l'opistodomo era costruito solamente per creare quella perfezione, identificata nell'analoghìa. Infatti, la sua costruzione creava simmetria, in relazione al pronao.
Nei templi di età arcaica l'opistodomo è più ampio del pronao e le sue ante non sono allineate con le colonne laterali della peristasi, mentre in età classica esso tende ad assumere dimensioni uguali o minori e ad allinearsi con la terza colonna del colonnato laterale. Generalmente si trova nella configurazione del vano "distilo in antis" ovvero con due colonne (distilo) tra le ante.
C'era anche un opistodomo nel tempio periptero, cioè interamente circondato da colonne, e nello pseudoperiptero; nel tempio dei ditteri, cioè con due ordini di colonne.
Il Partenone, che era un tempio periptero, aveva un opistodomo in cui era custodito il tesoro pubblico di Atene .
L'opistodomo, caratteristico all'inizio dell'ordine dorico, iniziò ad essere costruito per la prima volta nel tempio ionico di Atena a Priene, dall'architetto Pitide intorno al 340 - 330 a.C.